# 滄龍亞科
滄龍亞科（Mosasaurinae）是有鱗目滄龍科的一亚科，生存於白堊紀晚期。
在1967年，戴爾·羅素（Dale Russell）將滄龍亞科定義為具有以下特徵：前上頜骨前方的喙小，或是沒有、齒骨與上頜骨具有14顆以上的牙齒。第五、六、七對腦神經穿越耳後的兩個孔、枕骨底部或基蝶骨沒有基底動脈的血管溝、方骨的上鐙骨突末端擴張、至少有31節薦前椎，多為42到45節、薦前的脊椎總長，長於薦後的脊椎總長、後端尾椎的神經棘長，形成尾鰭、四肢關節的表面平順、距骨與腕骨高度骨化。
在1997年，G. L. Jr. Bell出新的滄龍超科的系統發生學研究，仍將滄龍亞科保持為一個演化支的地位，但將傾齒龍族改歸類於滄龍亞科，並新建圓齒龍族。
滄龍亞科的化石可發現於各大洲，除了澳洲、南美洲以外。滄龍亞科首次出現於土侖階，並持續生存到馬斯垂克階末期。滄龍亞科的體型差距大，Carinodens的身長約3到3.5公尺，硬椎龍的體長約7公尺，而霍夫曼滄龍的身長可達17公尺，是最長的滄龍類之一。許多滄龍亞科是魚食性動物，或者獵食對象廣泛，以魚類或其他海生爬行動物為食。其中的圓齒龍族演化出適合壓碎的牙齒，可咬碎菊石或海生烏龜的硬殼。

## 分類
- 滄龍亞科 Mosasaurinae
  - 達拉斯蜥蜴 Dallasaurus
  - 硬椎龍 Clidastes
  - 平齒蜥 Liodon (複系群)
  - 巨鰭龍屬 Megapterygius
  - 星齿沧龙属 Stelladens （地位未定）
  - 世界蛇龙属 Jormungandr
  - 傾齒龍族 Prognathodontini
    - ?哥隆約龍 Goronyosaurus
    - 傾齒龍 Prognathodon
    - 近瘤龍 Plesiotylosaurus
    - 海巨龙属 Thalassotitan

  - 圓齒龍族 Globidensini
    - 圓齒龍 Globidens
    - 龙骨齿龙 Carinodens
    - Igdamanosaurus
    - Harranasaurus

  - 滄龍族 Mosasaurini
    - 莫那龍 Moanasaurus
    - 浮龍 Plotosaurus
    - 滄龍 Mosasaurus
    - Eremiasaurus